# ФК «Чита» в сезоне 2010
Сезон 2010 года стал 31-м сезоном для футбольного клуба «Чита» в чемпионатах страны, а также 1-м, проведённым в третьем по значимости дивизионе российского футбола.

## Итоги сезона 2009
По итогам выступлений в Первом дивизионе в 2009 году, ФК «Чита» вылетел во Второй дивизион, заняв 17-е место в первенстве с 35-ю очками, забив при этом 27 мячей и пропустив 65. Позади читинцев в турнирной таблице остались лишь клубы «Черноморец», «Металлург» и «МВД России», занявшие в первенстве 18-е, 19-е и 20-е соответственно.
В конце сезона 2009, в прессе появились сведения о том, что клуб якобы возглавил Илья Макиенко, но эти данные быстро опроверглись и руководство клуба подтвердило то, что главным тренером ФК «Чита» по прежнему является Андрей Недорезов.

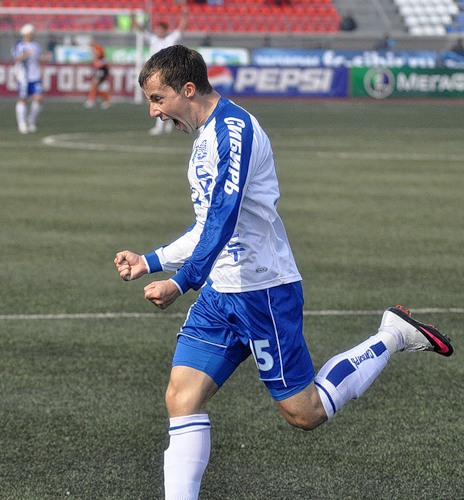
Иван Нагибин

3 декабря 2009 года руководство клуба сообщило о том, что в услугах лучшего бомбардира ФК «Чита» в сезоне 2009, полузащитнике читинцев Иване Нагибине заинтересованы несколько клубов как из Премьер-Лиги, так и из Первого дивизиона, а именно «КАМАЗ» из Набережных Челнов, «Мордовия» из Саранска, «Крылья Советов» из Самары и «Сибирь» из Новосибирска.

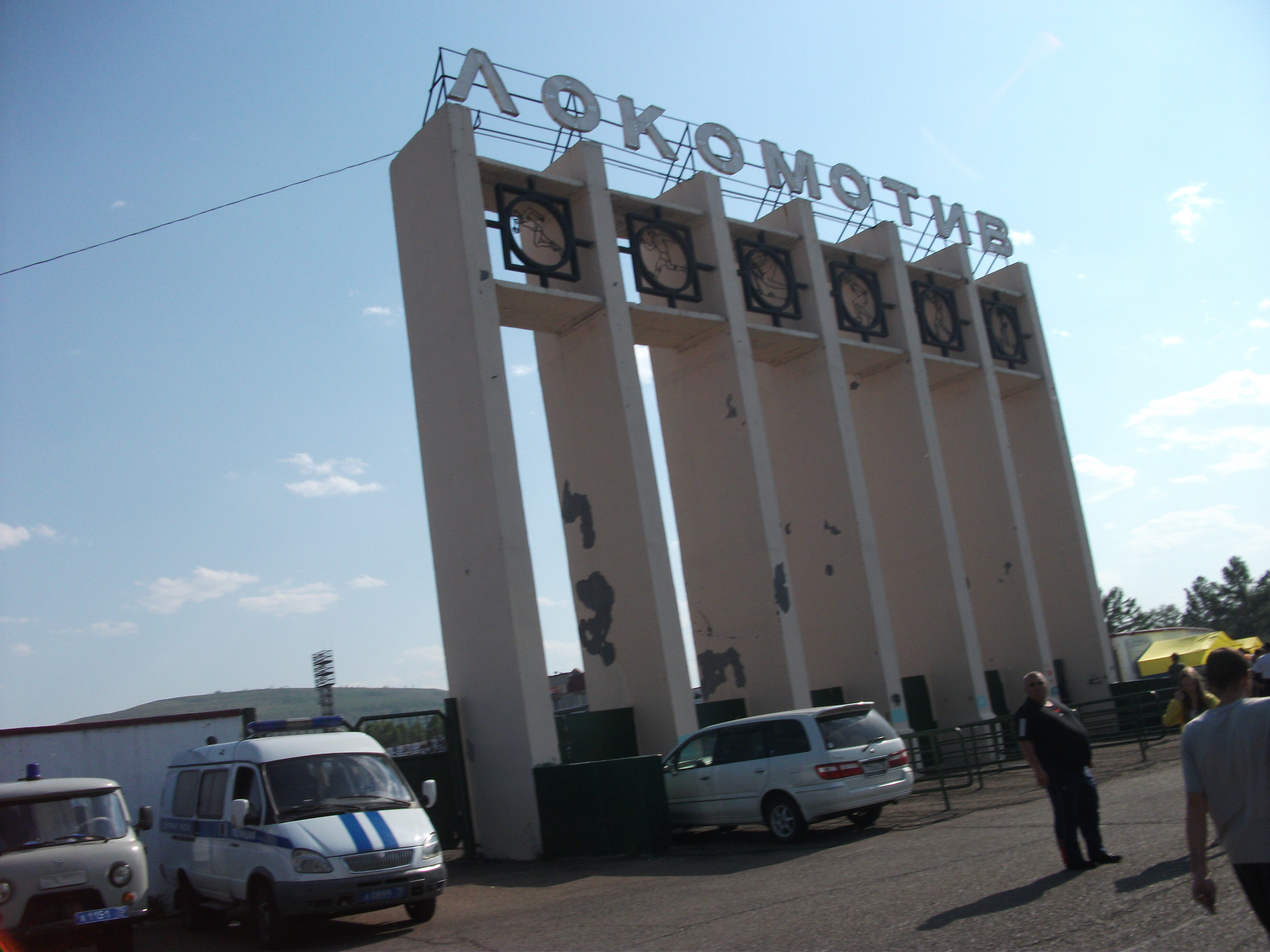
У входа на стадион «Локомотив» в Чите

С 5 по 6 декабря 2009 года в Чите на стадионе «Локомотив» проходил турнир по мини-футболу, причём в соревновании приняли участие две команды, заявленные от ФК «Чита». В финале турнира встретились команды «Урожай» и ФК «Чита». И в первом и во втором тайме финала обе команды много атаковали, но ни тем, ни другим так и не удалось забить мяч в ворота соперника. В итоге имя победителя определялось в послематчевых пенальти. Игроки ФК «Чита» и «Урожая» по очереди обменивались точными ударами. У «Читы» забитыми мячами отметились Виталий Беличенко и Павел Гаранников. При счете 2:2 удар Евгения Векварта смог парировать вратарь. Оплошностью «Читы» умело смог воспользоваться соперник, решающий удар в исполнении игрока «Урожая» оказался вновь точным. Таким образом впервые Кубок достался не представителям забайкальской команды мастеров. В матче за третье место победу праздновала команда ЗабГГПУ, обыгравшая «Политех» со счетом 3:2.
10 декабря 2009 года, в канун Международного дня футбола, генеральный директор ФК «Чита» Евгений Заидов и начальник отдела по физической культуре и спорту администрации городского округа «Город Чита» Алексей Белов поздравили в эфире ГТРК «Чита» всех, кто не равнодушен к этому виду спорта.
23 декабря 2009 года стало известно, что пермский «Амкар», выступающий в Российской Премьер-Лиге, заинтересован в игроках ФК «Чита». В сферу интересов пермского клуба попали сразу два игрока, а именно защитник Владимир Булатенко и вратарь Андрей Синицын. Эти два футболиста отправились вместе с «Амкаром» на предсезонные сборы, которые проходили в Турции. Также, 23 декабря ФК «Чита» официально начал подготовку к сезону 2010, который клуб должен был теперь провести в более низшем футбольном дивизионе.

## Межсезонье
28 декабря 2009 года стало известно, что футбольный клуб «Сибирь» из Новосибирска пригласил полузащитника «Читы» Ивана Нагибина на сборы, которые клуб планировал провести в Турции, а уже 9 января 2010 года футболист подписал контракт с «Сибирью», рассчитанный сроком на три года.
14 января 2010 года в Чите, на стадионе «Локомотив», состоялась пресс-конференция, посвященная подготовке ФК «Чита» к первенству России второго дивизиона восточной зоны 2010 года. По итогам пресс-конференции стали известны задачи, поставленные руководством клуба на сезон. Основной задачей стала цель занять клубу место в первой тройке зоны «Восток», но цель выйти в первую лигу на этот сезон не ставилась.
19 января пресс-служба ФК «Чита» объявила об участии клуба в IV розыгрыше турнира по футболу, носящего название Кубок «Иртыша». Соревнование должно было пройти с 6 по 12 февраля 2011 года в городе Омск и стать первым межсезонным сбором для читинского клуба. 26 января стал известен расширенный список из 29 футболистов, которые должны были принять участие в Кубке «Иртыша», а этими игроками стали: Артём Дробышев, Виктор Навродский, Кирилл Иванов, Алексей Подпругин, Сергей Коваленко, Алексей Карагайтанов, Валерий Буянов, Вячеслав Сергеев, Игорь Музычко, Константин Маркевич, Максим Саранчин, Никита Аввакумов, Евгений Бастов, Алексей Туранов, Денис Шеломенцев, Георгий Гармашов, Роман Гаврюш, Павел Гаранников, Кирилл Кочкаев, Сергей Синяев, Сергей Полосин, Роман Куклин, Андрей Смышляев, Виталий Селецкий, Сергей Усачёв, Игорь Куц, Игорь Симоненко, Руслан Гац и Ян Иванин.

### Первый сбор (Кубок «Иртыша»)
4 февраля 2010 года команда отправилась на Кубок «Иртыша» в город Омск. Уже 6 февраля состоялась первая игра «Читы» на групповом этапе Кубка «Иртыша», а первым соперником клуба стал «Радиан-Байкал» из города Иркутск. В этом матче победу праздновали читинцы, обыграв «Радиан-Байкал» со счётом 3:2. На следующий день, 7 февраля, «Чите» противостоял клуб «Кемерово» из одноимённого города. Эту встречу со счётом 1:0 выиграл ФК «Чита». 9 февраля состоялся заключительный третий тур в группе «А», в котором «Чите» противостоял хозяин турнира — омский «Иртыш». При довольно равной борьбе, встреча закончилась со счётом 0:0.
11 февраля состоялись полуфинальные матчи, а соперником «Читы» на данной стадии стал дубль екатеринбургского «Урала». Несмотря на преимущество читинцев по ходу матча, основное время закончилось со счётом 0:0. Далее последовала серия послематчевых пенальти, в которой сильнее оказались екатеринбуржцы, одолев «Читу» со счётом 4:2. В составе читинцев пенальти реализовали Саранчин и Навродский, а Смышляеву и Звагольскому свои голы забить не удалось. После игры, главный тренер «Читы» Андрей Недорезов заявил, что клуб подпишет контракт с Тимуром Рахматуллиным, бывшим вратарём братского «Сибиряка».
12 февраля состоялся матч за 3-е место Кубка «Иртыша». Соперником «Читы» вновь стал омский «Иртыш». Читинцы проявили характер и вырвали волевую победу у омичей со счётом 2:1. «Чита» заняла не только 3-е место на турнире, но также делегировала двух своих игроков в различные номинации в соревновании. Лучшим вратарём турнира стал Тимур Рахматуллин, а лучшим нападающим — Кирилл Кочкаев. После возвращения в Читу, главный тренер клуба Андрей Недорезов принял решение о том, что Кочкаев станет очередным новичком клуба.

#### Результаты матчей
| 6 февраля 2010 Кубок «Иртыша» Группа «А» Первый тур | Чита (Чита)                                           | 3:2 (2:2)         | Радиан-Байкал (Иркутск)      | «Красная Звезда», Омск                              |
| 16:00 (UTC+7)                                       | Кочкаев 3′ · Пырченков 23′ (авт.) · Гаврюш 72′ (пен.) | Отчёт Стенограмма | Заморока 33′ · Наханович 36′ | Зрителей: 400 Судья: Евгений Леканов (Железногорск) |

| 7 февраля 2010 Кубок «Иртыша» Группа «А» Второй тур | Кемерово (Кемерово) | 0:1 (0:1) | Чита (Чита)  | «Красная Звезда», Омск         |
| 15:30 (UTC+7)                                       |                     | Отчёт     | Смышляев 33′ | Судья: Сергей Тисленко (Томск) |

| 9 февраля 2010 Кубок «Иртыша» Группа «А» Третий тур | Иртыш (Омск) | 0:0 (0:0)   | Чита (Чита) | «Красная Звезда», Омск                             |
| 18:00 (UTC+7)                                       |              | Стенограмма |             | Зрителей: 500 Судья: Сергей Мостовой (Новосибирск) |

| 11 февраля 2010 Кубок «Иртыша» 1/2 финала | Чита (Чита) | 0:0 (0:0) (пен. 2:4) | Урал-д (Екатеринбург) | «Красная Звезда», Омск          |
| 18:00 (UTC+7)                             |             | Отчёт                |                       | Судья: Роман Галимов (Улан-Удэ) |

| 12 февраля 2010 Кубок «Иртыша» Матч за 3-е место | Иртыш (Омск)  | 1:2 (1:0)   | Чита (Чита)      | «Красная Звезда», Омск         |
| 15:00 (UTC+7)                                    | С. Багаев 38′ | Стенограмма | Кочкаев 67′, 82′ | Судья: Алексей Рогозин (Пермь) |

### Второй сбор
24 февраля 2010 года ФК «Чита» отправился на второй учебно-тренировочный сбор в городе Сочи Краснодарского края, на котором читинцам предстояло сыграть в четырёх контрольных матчах против различных соперников. 27 февраля читинский клуб определился с соперниками на два первых контрольных матча. Первым, на игру 2 марта, стал оренбуржский «Газовик», а вторым, на игру 5 марта, стал воронежский «Факел». Первая игра «Читы» закончилась со счётом 2:2, причём до второго тайма читинцы вели в счёте 2:0. C «Факелом», 5 марта, читинцы решили провести две игры. Первая, которая состоялась утром, завершилась со счётом 1:1, а вторая, которая состоялась чуть позже, была проиграна «Читой» со счётом 0:3.
После игр с «Факелом», определились соперники читинцев на два оставшихся матча, а ими стали «Русичи» из города Орёл и «Зенит» из города Пенза. 10 марта состоялся поединок «Читы» против «Русичей», по ходу которого, уже к 16-й минуте матча читинцы вели с преимуществом в три мяча, а первый тайм закончился со счётом 3:1. Но, во втором тайме «Чита» преимущество упустила и в итоге проиграла 3:4. 14 марта состоялась заключительная игра второго сбора, а соперником стал не названный ранее пензенский «Зенит», а клуб «Губкин» из одноимённого города Белгородской области. Несмотря на территориальное преимущество читинцев в первом тайме, не хватало завершающей стадии атак — ударов по воротам. Оборона белгородцев действовала безошибочно. Контратаки соперников после нескольких голевых моментов все-таки завершились точным ударом по воротам «Читы». После забитого мяча соперники завладели инициативой и не упускали её до конца игры. В итоге поражение с разгромным счётом 0:3. После данного матча читинцы с двумя ничьими и тремя поражениями вернулись домой и продолжили тренировки в родном городе.
Ещё до заключительного третьего сбора, уже 19 марта, стал известен состав участников и календарь игр на сезон-2010.

#### Результаты матчей
| 2 марта 2010 Второй сбор | Чита (Чита)              | 2:2 (2:0) | Газовик (Оренбург) | Сочи, Россия |
|                          | Кочкаев 11′ · Гаврюш 25′ | Отчёт     | н/д · н/д          |              |

| 5 марта 2010 Второй сбор | Чита (Чита)         | 1:1 (1:0) | Факел (Воронеж) | Сочи, Россия |
| Утром (UTC+4)            | Смышляев 35′ (пен.) | Отчёт     | н/д             |              |

| 5 марта 2010 Второй сбор | Чита (Чита) | 0:3   | Факел (Воронеж)       | Сочи, Россия |
| Днём (UTC+4)             |             | Отчёт | н/д ? · н/д ? · н/д ? |              |

| 10 марта 2010 Второй сбор | Чита (Чита)                               | 3:4 (3:1)         | Русичи (Орёл)                        | Адлер, Сочи, Россия |
|                           | Симоненко 8′ · Беличенко 11′ · Гаврюш 16′ | Отчёт Видеозапись | Беличенко — (авт.) · н/д · н/д · н/д |                     |

| 14 марта 2010 Второй сбор | Чита (Чита) | 0:3   | Губкин (Губкин)       | Сочи, Россия |
|                           |             | Отчёт | н/д ? · н/д ? · н/д ? |              |

### Третий сбор
26 марта 2010 года ФК «Чита» отправился на заключительный, третий предсезонный сбор, который должен был пройти в городе Сочи Краснодарского края с 29 марта по 12 апреля. 29 марта читинцы провели свою первую игру на сборах, а соперником стал клуб «Динамо» из города Вологды. Матч закончился со счётом 0:0. 2 апреля состоялся второй матч ФК «Чита» на третьем предсезонном сборе, а соперником стал клуб «Нара-ШБФР» из города Наро-Фоминск. В целом игра проходила в равной борьбе, но в последний момент удача перешла на сторону соперников. Единственный гол в этой встрече наро-фоминцам удалось забить лишь под занавес встречи, на 90-й минуте. Полузащитник соперников ударом из-за штрафной площади поразил ворота Тимура Рахматуллина.
5 апреля ФК «Чита» начал продажу сезонных абонементов на домашние матчи команды. В сезоне 2010 цена на абонементы была значительно снижена за счёт вылета команды в более низший дивизион. Его стоимость составила 500 рублей. Абонемент давал его владельцу право на посещение всех домашних матчей Первенства России 2010 года, а также Кубка России.
6 апреля состоялся третий матч ФК «Чита» на третьем предсезонном сборе, а соперником стал клуб «Носта» из города Новотроицк. С первых же минут ощущалось явное игровое преимущество читинцев. Быстрые атаки привели к тому что, уже на 3-й минуте Роман Гаврюш открыл счет. Выйдя один на один с вратарем, полузащитник точно пробил в дальний угол ворот. Преимущество «Чите» увеличить так и не удалось, тем более читинцы ещё и не сумели удержать счёт: на 55-й минуте игрок «Носты» сумел выровнять положение. Матч закончился со счётом 1:1. 10 апреля состоялся заключительный матч читинцев на последнем предсезонном сборе, в котором соперником стал клуб «Волга» из города Ульяновск. Футболисты «Читы» владели инициативой на протяжении всей игры. Но в матче удалось забить лишь один гол, который впоследствии принёс победу читинцам. На 63-й минуте отличился Георгий Гармашов, который после передачи Романа Гаврюша отправил мяч в ворота «Волги». Соперник старался изменить ход игры, проведя несколько замен по ходу матча, но это не принесло желаемых результатов. Игра закончилась со счётом 1:0.
После заключительных сборов ФК «Чита» вернулся домой и 24 апреля 2010 года официально прошёл процедуру заявки на сезон 2010, включив в список 22 футболиста, а также 11 руководителей и сотрудников клуба.

#### Результаты матчей
| 29 марта 2010 Третий сбор | Чита (Чита) | 0:0 (0:0) | Динамо (Вологда) | Сочи, Россия |
|                           |             | Отчёт     |                  |              |

| 2 апреля 2010 Третий сбор | Чита (Чита) | 0:1 (0:0) | Нара-ШБФР (Наро-Фоминск) | Сочи, Россия |
|                           |             | Отчёт     | н/д 90′                  |              |

| 6 апреля 2010 Третий сбор | Чита (Чита) | 1:1 (1:0) | Носта (Новотроицк) | Сочи, Россия |
|                           | Гаврюш 3′   | Отчёт     | н/д 55′            |              |

| 10 апреля 2010 Третий сбор | Чита (Чита)  | 1:0 (0:0) | Волга (Ульяновск) | Сочи, Россия |
|                            | Гармашов 63′ | Отчёт     |                   |              |

## Трансферы

### Зимнее трансферное окно
В межсезонье, ФК «Чита» практически полностью обновил состав, потеряв после вылета во второй дивизион сразу 18 игроков. Клуб пополнили 13 местных воспитанников и игроков второй лиги.

#### Пришли
| Поз. | Игрок               | Прежний клуб                  |
| ---- | ------------------- | ----------------------------- |
| Вр   | Тимур Рахматуллин   | Сибиряк (Братск)              |
| Вр   | Иван Смолкин        | СДЮШОР-93 (Чита)              |
| Защ  | Артём Дробышев      | Мостовик-Приморье (Уссурийск) |
| Защ  | Сергей Коваленко    | СДЮШОР-Чита                   |
| Защ  | Максим Саранчин     | ЛУТЭК-Энергия (Лучегорск)     |
| П/з  | Евгений Бастов      | СДЮШОР-Чита                   |
| П/з  | Роман Куклин        | Океан (Находка)               |
| П/з  | Виктор Навродский   | ЛУТЭК-Энергия (Лучегорск)     |
| П/з  | Денис Шеломенцев    | СДЮШОР-Чита                   |
| П/з  | Александр Симоненко | Амур (Благовещенск)           |
| П/з  | Андрей Смышляев     | Сибиряк (Братск)              |
| Нап  | Кирилл Кочкаев      | Горняк (Учалы)                |
| Нап  | Евгений Векварт     | свободный агент               |

#### Ушли
| Поз. | Игрок               | Новый клуб                    |
| ---- | ------------------- | ----------------------------- |
| Вр   | Евгений Городов**   | Томь (Томск)                  |
| Вр   | Руслан Рыбин        | свободный агент               |
| Защ  | Анатолий Агрофенин  | Мостовик-Приморье (Уссурийск) |
| Защ  | Павел Аликин        | СКА-Энергия (Хабаровск)       |
| Защ  | Владимир Булатенко  | Шинник (Ярославль)            |
| Защ  | Иван Лесков         | Радиан-Байкал (Иркутск)       |
| Защ  | Сергей Нюхалов      | Акжайык (Уральск)             |
| П/з  | Александр Бураков** | Спортакадемклуб (Москва)      |
| П/з  | Сергей Хабаров      | Спортакадемклуб (Москва)      |
| П/з  | Максим Крейсман     | свободный агент               |
| П/з  | Илья Макиенко       | завершил карьеру              |
| П/з  | Иван Нагибин        | Сибирь (Новосибирск)          |
| П/з  | Сергей Щеглов       | Авангард (Курск)              |
| П/з  | Игорь Смольников    | Локомотив (Москва)            |
| Нап  | Роман Беляев        | Сибирь (Новосибирск)          |
| Нап  | Георге Богю         | Насаф (Карши)                 |
| Нап  | Константин Ионов    | Торпедо-ЗИЛ (Москва)          |
| Нап  | Алексей Тихоньких   | Мостовик-Приморье (Уссурийск) |

* В аренду.

** Из аренды.

### Летнее трансферное окно
29 августа 2010 года пресс-служба футбольного клуба «Чита» опубликовала информацию о том, что в период дозаявок команду пополнили два новых игрока — защитник Игорь Куц и полузащитник Евгений Щербаков. Ушедших из клуба в данный трансферный период не было.

#### Пришли
| Поз. | Игрок            | Прежний клуб        |
| ---- | ---------------- | ------------------- |
| Защ  | Игорь Куц        | Амур (Благовещенск) |
| П/з  | Евгений Щербаков | Барнаул (Барнаул)   |

* В аренду.

** Из аренды.

## Первенство Второго дивизиона России в зоне «Восток»

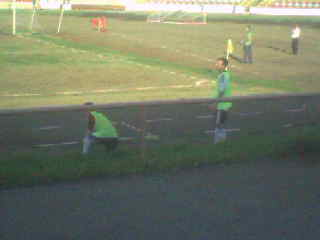
Запасные «Читы» Виталий Селецкий (№ 21, слева) и Сергей Коваленко (№ 22, справа) в домашнем матче 8-го тура против клуба «Металлург-Енисей»

Согласно составленному расписанию на сезон 2010, ФК «Чита» пропустила три тура в первенстве второго дивизиона России в зоне «Восток», а именно 1-й, 21-й и 23-й тур. Всего в данном розыгрыше первенства состоялось 33 тура. 1-й состоялся 25 апреля 2010 года, а последний, 33-й тур прошёл 23 октября 2010 года. ФК «Чита» начал сезон со 2-го тура, который прошёл 28 апреля 2010 года, домашним матчем против клуба «Динамо» из города Барнаул (2:0). Завершил сезон ФК «Чита» в последнем 33-м туре в гостевой игре против клуба «Радиан-Байкал» из города Иркутск (1:1). 27 апреля 2010 года официальный сайт ФК «Чита» объявил о открытии футбольного сезона клуба.
По результатам соревнований ФК «Чита» вошёл в тройку призёров, заняв третье место в первенстве, чем выполнил поставленную на сезон задачу. Вперёд ФК «Чита» пропустил лишь клубы «Металлург-Енисей» и «Радиан-Байкал», занявшие в первенстве первое и второе место соответственно.

### Результаты по турам
| Тур   | 01 | 02 | 03 | 04 | 05 | 06 | 07 | 08 | 09 | 10 | 11 | 12 | 13 | 14 | 15 | 16 | 17 | 18 | 19 | 20 | 21 | 22 | 23 | 24 | 25 | 26 | 27 | 28 | 29 | 30 | 31 | 32 | 33 |
| ----- | -- | -- | -- | -- | -- | -- | -- | -- | -- | -- | -- | -- | -- | -- | -- | -- | -- | -- | -- | -- | -- | -- | -- | -- | -- | -- | -- | -- | -- | -- | -- | -- | -- |
| Поле  |    | Д  | Д  | Д  | В  | В  | Д  | Д  | В  | В  | В  | Д  | В  | В  | Д  | Д  | В  | В  | Д  | Д  |    | В  |    | Д  | Д  | Д  | В  | В  | Д  | Д  | В  | В  | В  |
| Итог  |    | В  | В  | Н  | П  | Н  | В  | В  | В  | Н  | П  | В  | В  | П  | П  | В  | В  | П  | Н  | Н  |    | В  |    | В  | В  | Н  | В  | П  | В  | П  | Н  | В  | Н  |
| Место |    | 6  | 4  | 4  | 5  | 4  | 3  | 2  | 2  | 2  | 3  | 2  | 2  | 3  | 3  | 2  | 2  | 3  | 4  | 5  |    | 5  |    | 4  | 3  | 3  | 3  | 3  | 3  | 3  | 3  | 3  | 3  |

Последнее обновление: 13 июля 2011.
Источник: Второй дивизион России 2010. Зона «Восток»

Поле: Д = дома; В = на выезде. Итог: Н = ничья; П = команда проиграла; В = команда выиграла; О = матч отложен.

### Статистика выступлений в чемпионате
| Итого | Итого | Итого | Итого | Итого | Итого | Итого | Итого | Дома | Дома | Дома | Дома | Дома | Дома | На выезде | На выезде | На выезде | На выезде | На выезде | На выезде |
| И     | О     | В     | Н     | П     | МЗ    | МП    | РМ    | В    | Н    | П    | МЗ   | МП   | РМ   | В         | Н         | П         | МЗ        | МП        | РМ        |
| ----- | ----- | ----- | ----- | ----- | ----- | ----- | ----- | ---- | ---- | ---- | ---- | ---- | ---- | --------- | --------- | --------- | --------- | --------- | --------- |
| 30    | 53    | 15    | 8     | 7     | 43    | 27    | +16   | 9    | 4    | 2    | 27   | 13   | +14  | 6         | 4         | 5         | 16        | 14        | +2        |

### Результаты матчей
2-й тур
| 28 апреля 2010 18:00 (CHT) | \| Чита (Чита) \| 2:0 (1:0) Протокол Отчёт \| Динамо (Барнаул) \| \| Гармашов 8′ (пен.) · Кочкаев 51′ \| Голы \| \| | «Локомотив», Чита Зрителей: 7 500 Судья: Роман Галимов (Улан-Удэ) |
| Составы: · Чита: Синицын, Подпругин, Дробышев, Бодялов, Ванёв, Гаврюш (Гаранников, 68'), Куклин (Векварт, 79'), Симоненко (Беличенко, 90'), Гармашов (к) (Смышляев, 73'), Бастов (Селецкий, 90'), Кочкаев. · Динамо: Евсеев, Аксютенко, Ерусланов (Лабеко, 46'), Жилкин, Исайченко (Гончаров, 63'), Ковалёв, Марков, Нарылков, Сергеев (Жиров, 74'), Силютин, Скороходов. · нет — Лабеко (57'). | |                                                                   |
| Чита (Чита) | 2:0 (1:0) Протокол Отчёт                                                                                            | Динамо (Барнаул)                                                  |
| Гармашов 8′ (пен.) · Кочкаев 51′ | Голы |                                                                   |

3-й тур
| 7 мая 2010 19:00 (CHT) | \| Чита (Чита) \| 3:1 (1:0) Протокол Отчёт \| Океан (Находка) \| \| Гаврюш 2′ · Кочкаев 47′ · Куклин 67′ \| Голы \| Галюкшев 73′ (пен.) \| | «Локомотив», Чита Зрителей: 3 200 Судья: Игорь Баранов (Красноярск) |
| Составы: · Чита: Синицын, Подпругин, Ванёв, Дробышев, Бодялов, Бастов (Смышляев, 45'; Беличенко, 78'), Гармашов (к) (Селецкий, 66'), Гаврюш (Гаранников, 90'), Симоненко, Куклин (Векварт, 89'), Кочкаев. · Океан: Овчинников, Константинов, Насадюк, Неткачев, Алтунин, Левен, Чекунов, Демишнин (Шаров, 63'), Галюкшев (Дудкин, 83'), Марков (Меркулов, 74'), Звагольский. · Бастов (40'), Куклин (75'), Подпругин (82') — Звагольский (30'). | |                                                                     |
| Чита (Чита) | 3:1 (1:0) Протокол Отчёт | Океан (Находка)                                                     |
| Гаврюш 2′ · Кочкаев 47′ · Куклин 67′ | Голы | Галюкшев 73′ (пен.)                                                 |

4-й тур
| 10 мая 2010 19:00 (CHT) | \| Чита (Чита) \| 0:0 (0:0) Протокол Отчёт \| Мостовик-Приморье (Уссурийск) \| | «Локомотив», Чита Зрителей: 4 100 Судья: Игорь Андреев (Кемерово) |
| Составы: · Чита: Синицын, Подпругин (Беличенко, 33'), Ванёв, Дробышев, Бодялов, Селецкий, Гармашов (к) (Бастов, 62'), Гаврюш (Векварт, 65'), Симоненко (Смышляев, 67'), Куклин (Гаранников, 80'), Кочкаев. · Мостовик-Приморье: Желяков, Кулемин (Шахназаров, 72'), Мусин, Агрофенин, Смирнов, Данильченко, Лазарев, Дацик (Гарин, 90'+), Тихоньких (Кандалинцев, 79'), Харитонов (Чадов, 60'), Ганнесен. · Подпругин (31') — Лазарев (34'), Агрофенин (71'). |                                                                                |                                                                   |
| Чита (Чита) | 0:0 (0:0) Протокол Отчёт                                                       | Мостовик-Приморье (Уссурийск)                                     |

5-й тур
| 17 мая 2010 20:30 (CHT) | \| Кузбасс (Кемерово) \| 2:1 (0:1) Протокол Отчёт \| Чита (Чита) \| \| Мансуров 51′, 77′ \| Голы \| Кочкаев 35′ \| | «Шахтёр», Кемерово Зрителей: 1 200 Судья: Олег Злыгостев (Тобольск) |
| Составы: · Кузбасс: Айрапетян, Разумович, Иванов (Нечаев, 36'), Тимофеев, Мотовилов, Воронов (Ускоев, 68'), Припоров, Гимранов (Чевокин, 89'), Демченко (Мансуров, 46'), Сорочкин, Похилый (Вавилетко, 46'). · Чита: Синицын, Беличенко (Подпругин, 69'), Дробышев, Бодялов (к), Ванёв, Бастов, Смышляев (Селецкий, 69'), Симоненко (Коваленко, 87'), Гаврюш (Гаранников, 79'), Куклин, Кочкаев. · Припоров (40') — Бастов (62'). · Нереализованный пенальти: Мансуров («Кузбасс») (60', вратарь). | |                                                                     |
| Кузбасс (Кемерово) | 2:1 (0:1) Протокол Отчёт                                                                                           | Чита (Чита)                                                         |
| Мансуров 51′, 77′ | Голы | Кочкаев 35′                                                         |

6-й тур
| 20 мая 2010 21:30 (CHT) | \| Металлург-Кузбасс (Новокузнецк) \| 1:1 (0:1) Протокол Отчёт \| Чита (Чита) \| \| Урывков 80′ \| Голы \| Беличенко 17′ \| | «Металлург», Новокузнецк Зрителей: 1 100 Судья: Игорь Барсуков (Омск) |
| Составы: · Металлург-Кузбасс: Кондратьев, Пантелеев, Землянский, Ткачук, Грушин (Кочнев, 69'), Булановский (Клюкин, 72'), Верещак, Шабалин (Алексеев, 64'), Урывков, Егунов (Барков, 65'), Нурмагомбетов (Зарубин, 65'). · Чита: Синицын, Подпругин, Дробышев, Бодялов (к), Ванёв, Куклин, Беличенко, Селецкий (Бастов, 53'), Симоненко (Смышляев, 70'), Гаврюш, Кочкаев (Гаранников, 90'+). · Землянский (16'), Пантелеев (90') — Бодялов (3'), Селецкий (26'). | |                                                                       |
| Металлург-Кузбасс (Новокузнецк) | 1:1 (0:1) Протокол Отчёт | Чита (Чита)                                                           |
| Урывков 80′ | Голы | Беличенко 17′                                                         |

7-й тур
| 28 мая 2010 19:00 (CHT) | \| Чита (Чита) \| 4:0 (3:0) Протокол Отчёт \| Сибиряк (Братск) \| \| Кочкаев 4′, 43′ (пен.) · Гармашов 32′ · Подпругин 60′ \| Голы \| \| | «Локомотив», Чита Зрителей: 3 200 Судья: Игорь Андреев (Кемерово) |
| Составы: · Чита: Синицын, Подпругин, Дробышев, Коваленко, Симоненко, Бастов (Беличенко, 82'), Ванёв (Смышляев, 67'), Бодялов, Гармашов (к) (Селецкий, 68'), Гаврюш (Навродский, 64'), Кочкаев (Гаранников, 73'). · Сибиряк: Бакаев, Андроник (Кубин, 59'), Волощук, Русинов, Бочаров, Шаповалов, Галин, Турутин (Чепчугов, 71'), Тряпицин (Скворцов, 72'), Ермоленко (Кириллов, 60'), Сабанов. · Симоненко (48'), Дробышев (65') — Бочаров (35'), Руинов (57'), Шаповалов (69'). | |                                                                   |
| Чита (Чита) | 4:0 (3:0) Протокол Отчёт | Сибиряк (Братск)                                                  |
| Кочкаев 4′, 43′ (пен.) · Гармашов 32′ · Подпругин 60′ | Голы |                                                                   |

8-й тур
| 31 мая 2010 19:00 (CHT) | \| Чита (Чита) \| 2:1 (2:0) Протокол Отчёт \| Металлург-Енисей (Красноярск) \| \| Гармашов 13′ · Симоненко 27′ \| Голы \| Киракосян 90+1′ \| | «Локомотив», Чита Зрителей: 4 200 Судья: Олег Тринус (Иркутск) |
| Составы: · Чита: Синицын, Дробышев, Подпругин, Куклин, Симоненко (Беличенко, 76'), Бастов (Селецкий, 90'+), Ванёв, Бодялов, Гармашов (к) (Гаранников, 58'), Гаврюш (Смышляев, 71'), Кочкаев. · Металлург-Енисей: Тищенко, Дериглазов, Игошин, Минибаев, Пятикопов, Шарин, Рожков (Горюнов, 46'), Лужков (Киракосян, 78'), Васильев, Мартынов, Базанов. · Гаврюш (1'), Бастов (65') — Рожков (45'), Дериглазов (75'). | |                                                                |
| Чита (Чита) | 2:1 (2:0) Протокол Отчёт | Металлург-Енисей (Красноярск)                                  |
| Гармашов 13′ · Симоненко 27′ | Голы | Киракосян 90+1′                                                |

9-й тур
| 8 июня 2010 18:00 (CHT) | \| Смена (Комсомольск-на-Амуре) \| 0:1 (0:0) Протокол Отчёт \| Чита (Чита) \| \| \| Голы \| Гаврюш 76′ \| | «Авангард», Комсомольск-на-Амуре Зрителей: 6 700 Судья: Алексей Лобанов (Иркутск) |
| Составы: · Смена: Есипенко, Малахов, Таказов, Юдин, Федотов, Лодис, Гефель, Сапежников, Газинский, Пинчук, Рудовский (Гамаонов, 46'). · Чита: Синицын, Бодялов, Дробышев, Подпругин, Ванёв, Бастов (Беличенко, 35'), Симоненко, Гармашов (к) (Смышляев, 61'), Гаранников (Векварт, 80'; Навродский, 90'), Гаврюш, Кочкаев. · Таказов (83'), Гефель (85') — Кочкаев (85'). | |                                                                                   |
| Смена (Комсомольск-на-Амуре) | 0:1 (0:0) Протокол Отчёт                                                                                  | Чита (Чита)                                                                       |
| | Голы | Гаврюш 76′                                                                        |

10-й тур
| 11 июня 2010 17:30 (CHT) | \| Сахалин (Южно-Сахалинск) \| 1:1 (0:1) Протокол Отчёт \| Чита (Чита) \| \| Бондаренко 48′ \| Голы \| Гармашов 45′ \| | «Спартак», Южно-Сахалинск Зрителей: 4 000 Судья: Сергей Сергеев (Благовещенск) |
| Составы: · Сахалин: Суворов, Лушников, Шмойлов, Середа (Губайдулин, 46'; Селистровский, 68'), Фамильцев, Чернецов, Серебряков (Герин, 75'), Хинчагов (Давлятчин, 63'), Антипов, Тютюнников (Родин, 46'), Бондаренко. · Чита: Синицын, Бодялов (Навродский, 83'), Дробышев, Подпругин, Ванёв, Бастов, Симоненко, Гармашов (к) (Векварт, 80'), Гаранников, Гаврюш, Кочкаев (Беличенко, 71'). · Фамильцев (14'), Серебряков (57') — Кочкаев (65'), Подпругин (86'). | |                                                                                |
| Сахалин (Южно-Сахалинск) | 1:1 (0:1) Протокол Отчёт                                                                                               | Чита (Чита)                                                                    |
| Бондаренко 48′ | Голы | Гармашов 45′                                                                   |

11-й тур
| 19 июня 2010 19:00 (CHT) | \| Радиан-Байкал (Иркутск) \| 2:1 (0:1) Протокол Отчёт \| Чита (Чита) \| \| Наханович 51′ · Толмачёв 70′ \| Голы \| Кочкаев 40′ \| | «Локомотив», Иркутск Зрителей: 3 000 Судья: Сергей Мостовой (Новосибирск) |
| Составы: · Радиан-Байкал: Баркалов, Вахрушев, Алахвердов, Ревазов, Ющук, Пырченков (Пытлев, 56'; Яковлев, 90'), Пляскин (Толмачёв, 56'), Учуров (Гудаев, 85'), Штынь, Некрасов, Наханович (Заморока, 67'). · Чита: Синицын, Подпругин, Дробышев, Беличенко, Ванёв (Коваленко, 85'), Бастов (Селецкий, 66'), Симоненко, Гармашов (к) (Смышляев, 46'), Гаранников (Векварт, 81'), Гаврюш, Кочкаев (Навродский, 83'). · Некрасов (11'), Штынь (43') — Гаврюш (26'), Бастов (49'), Симоненко (68'), Смышляев (82'). | |                                                                           |
| Радиан-Байкал (Иркутск) | 2:1 (0:1) Протокол Отчёт | Чита (Чита)                                                               |
| Наханович 51′ · Толмачёв 70′ | Голы | Кочкаев 40′                                                               |

12-й тур
| 27 июня 2010 19:00 (CHT) | \| Чита (Чита) \| 4:1 (1:1) Протокол Отчёт \| Радиан-Байкал (Иркутск) \| \| Подпругин 24′ · Гармашов 57′ · Гаврюш 69′ · Смышляев 90+1′ \| Голы \| Толмачёв 38′ \| | «Локомотив», Чита Зрителей: 4 200 Судья: Игорь Баранов (Красноярск) |
| Составы: · Чита: Синицын, Дробышев, Подпругин, Коваленко, Симоненко, Селецкий, Ванёв, Беличенко, Гармашов (к) (Векварт, 80'), Гаврюш (Смышляев, 84'), Кочкаев (Навродский, 90'). · Радиан-Байкал: Баркалов, Вахрушев (Заморока, 69'), Алахвердов, Ревазов, Полосин, Толмачёв (Пляскин, 75'), Ющук, Учуров (Пырченков, 72'), Штынь, Некрасов, Наханович. · Кочкаев (19'), Гаврюш (70') — Полосин (62'). | |                                                                     |
| Чита (Чита) | 4:1 (1:1) Протокол Отчёт | Радиан-Байкал (Иркутск)                                             |
| Подпругин 24′ · Гармашов 57′ · Гаврюш 69′ · Смышляев 90+1′ | Голы | Толмачёв 38′                                                        |

13-й тур
| 5 июля 2010 18:00 (CHT) | \| Океан (Находка) \| 0:2 (0:0) Протокол Отчёт \| Чита (Чита) \| \| \| Голы \| Подпругин 75′ · Кочкаев 79′ (пен.) \| | «Водник», Находка Зрителей: 500 Судья: Олег Тринус (Иркутск) |
| Составы: · Океан: Овчинников, Алтунин, Насадюк, Лебедев, Левен, Неткачев, Чекунов, Марков (Дудкин, 86'), Маслов (Гусев, 63'), Звагольский (Демишнин, 70'), Галюкшев. · Чита: Синицын, Подпругин, Дробышев, Беличенко, Коваленко, Гаврюш (Гаранников, 83'), Бастов (Саранчин, 83'), Симоненко (Смышляев, 70'), Ванёв, Гармашов (к) (Навродский, 89'), Кочкаев. · Звагольский (22'), Неткачев (90') — нет. | |                                                              |
| Океан (Находка) | 0:2 (0:0) Протокол Отчёт                                                                                             | Чита (Чита)                                                  |
| | Голы | Подпругин 75′ · Кочкаев 79′ (пен.)                           |

14-й тур
| 8 июля 2010 18:00 (CHT) | \| Мостовик-Приморье (Уссурийск) \| 1:0 (0:0) Протокол Отчёт \| Чита (Чита) \| \| Лазарев 83′ \| Голы \| \| | «Городской», Уссурийск Зрителей: 1 500 Судья: Роман Галимов (Улан-Удэ) |
| Составы: · Мостовик-Приморье: Асетров, Чернокозов (Данильченко, 72'), Шахназаров, Лазарев, Чадов (Банюк, 89'), Смирнов, Тихоньких (Бирюков, 80'), Агрофенин, Шмонин, Дацик, Кулемин. · Чита: Синицын, Подпругин, Дробышев, Беличенко, Коваленко (Саранчин, 25'), Гаврюш, Бастов, Симоненко (Селецкий, 83'), Ванёв, Гармашов (к), Кочкаев. · Тихоньких (77'), Агрофенин (90') — нет. | |                                                                        |
| Мостовик-Приморье (Уссурийск) | 1:0 (0:0) Протокол Отчёт                                                                                    | Чита (Чита)                                                            |
| Лазарев 83′ | Голы |                                                                        |

15-й тур
| 15 июля 2010 19:00 (CHT) | \| Чита (Чита) \| 0:1 (0:1) Протокол Отчёт \| Кузбасс (Кемерово) \| \| \| Голы \| Демченко 4′ \| | «Локомотив», Чита Зрителей: 2 900 Судья: Евгений Козлов (Новосибирск) |
| Составы: · Чита: Синицын, Беличенко, Бодялов, Дробышев, Подпругин (Векварт, 61'), Симоненко (Смышляев, 53'), Ванёв, Гаврюш (Селецкий, 76'), Бастов, Гармашов (к), Кочкаев. · Кузбасс: Айрапетян, Иванов (Разумович, 46'), Данилин, Мотовилов, Нечаев, Сорочкин, Припоров, Демченко (Гимранов, 52'), Вавилетко (Ускоев, 63'), Воронов (Похилый, 72'), Мансуров. · Дробышев (84'), Бастов (90'+), Кочкаев (90'+) — Иванов (17'), Разумович (89'). |                                                                                                  |                                                                       |
| Чита (Чита) | 0:1 (0:1) Протокол Отчёт                                                                         | Кузбасс (Кемерово)                                                    |
| | Голы                                                                                             | Демченко 4′                                                           |

16-й тур
| 18 июля 2010 19:00 (CHT) | \| Чита (Чита) \| 4:3 (3:1) Протокол Отчёт \| Металлург-Кузбасс (Новокузнецк) \| \| Селецкий 6′ · Смышляев 33′ · Гармашов 37′ · Симоненко 85′ \| Голы \| Ухарев 31′ · Егунов 63′ · Нурмагомбетов 73′ \| | «Локомотив», Чита Зрителей: 3 400 Судья: Алексей Лобанов (Иркутск) |
| Составы: · Чита: Синицын, Беличенко, Бодялов, Смышляев (Саранчин, 90'), Подпругин, Симоненко, Ванёв, Гаврюш (Навродский, 77'), Бастов, Гармашов (к) (Гаранников, 68'), Селецкий (Векварт, 81'). · Металлург-Кузбасс: Белоусов, Грушин, Пантелеев, Ткачук, Ухарев, Верещак (Кравцов, 70'), Клименко (Агеев, 60'; Кочнев, 80'), Зарубин, Булановский (Алексеев, 73'), Урывков (Егунов, 55'), Нурмагомбетов. · Бастов (42') — Зарубин (51'), Агеев (75'), Нурмагомбетов (87'). | |                                                                    |
| Чита (Чита) | 4:3 (3:1) Протокол Отчёт | Металлург-Кузбасс (Новокузнецк)                                    |
| Селецкий 6′ · Смышляев 33′ · Гармашов 37′ · Симоненко 85′ | Голы | Ухарев 31′ · Егунов 63′ · Нурмагомбетов 73′                        |

17-й тур
| 26 июля 2010 20:00 (CHT) | \| Сибиряк (Братск) \| 1:2 (1:0) Протокол Отчёт \| Чита (Чита) \| \| Кириллов 41′ \| Голы \| Смышляев 51′ · Навродский 72′ \| | «Локомотив», Братск Зрителей: 1 500 Судья: Сергей Мостовой (Новосибирск) |
| Составы: · Сибиряк: Бакаев, Волощук, Чепчугов, Малышев, Кубин, Тряпицын (Дерябин, 74'), Турутин, Шаповалов, Ермоленко (Русинов, 81'), Кириллов (Дунаев, 88'), Сабанов. · Чита: Синицын, Беличенко, Бодялов, Подпругин, Саранчин, Симоненко, Бастов (Селецкий, 46'), Гаврюш (Смышляев, 46'), Ванёв, Гармашов (к) (Навродский, 70'), Кочкаев (Гаранников, 85'). · Кириллов (32'), Волощук (39'), Шаповалов (90') — Беличенко (5'), Селецкий (48'). · Нереализованный пенальти: Малышев («Сибиряк») (6', выше ворот). | |                                                                          |
| Сибиряк (Братск) | 1:2 (1:0) Протокол Отчёт | Чита (Чита)                                                              |
| Кириллов 41′ | Голы | Смышляев 51′ · Навродский 72′                                            |

18-й тур
| 29 июля 2010 21:00 (CHT) | \| Металлург-Енисей (Красноярск) \| 1:0 (0:0) Протокол Отчёт \| Чита (Чита) \| \| Ситдиков 62′ \| Голы \| \| | «Центральный», Красноярск Зрителей: 4 500 Судья: Игорь Барсуков (Омск) |
| Составы: · Металлург-Енисей: Тищенко, Майборода, Пьянченко, Рожков (Горюнов, 90'), Пятикопов, Ситдиков, Шарин, Мартынов (Дериглазов, 72'), Васильев (Гончаров, 59'), Киракосян, Базанов (Лужков, 82'). · Чита: Синицын, Беличенко, Бодялов, Подпругин, Ванёв, Симоненко (Векварт, 79'), Селецкий (Бастов, 59'), Гаврюш (Навродский, 81'), Куклин (Смышляев, 62'), Гармашов (к), Кочкаев. · Киракосян (52') — Векварт (90'). · Киракосян (56') («Металлург-Енисей»). · Нереализованный пенальти: Гончаров («Металлург-Енисей») (90'+, вратарь). | |                                                                        |
| Металлург-Енисей (Красноярск) | 1:0 (0:0) Протокол Отчёт                                                                                     | Чита (Чита)                                                            |
| Ситдиков 62′ | Голы |                                                                        |

19-й тур
| 5 августа 2010 19:00 (CHT) | \| Чита (Чита) \| 0:0 (0:0) Протокол Отчёт \| Смена (Комсомольск-на-Амуре) \| | «Локомотив», Чита Зрителей: 3 500 Судья: Олег Тринус (Иркутск) |
| Составы: · Чита: Синицын, Беличенко (Саранчин, 58'), Бодялов, Селецкий (Бастов, 46'), Подпругин, Симоненко, Ванёв, Гаврюш, Куклин (Смышляев, 39'), Гармашов (к) (Гаранников, 63'), Кочкаев (Векварт, 78'). · Смена: Есипенко, Таказов, Горбатюк, Юдин, Пузан, Федотов, Лодис, Газинский, Гамаонов (Сапежников, 72'), Гефель (Комогоров, 69'), Левин (Рудовский, 89'). · Бастов (90') — Юдин (53'), Федотов (55'). |                                                                               |                                                                |
| Чита (Чита) | 0:0 (0:0) Протокол Отчёт                                                      | Смена (Комсомольск-на-Амуре)                                   |

20-й тур
| 8 августа 2010 19:00 (CHT) | \| Чита (Чита) \| 1:1 (0:0) Протокол Отчёт \| Сахалин (Южно-Сахалинск) \| \| Смышляев 82′ \| Голы \| Бондаренко 90′ \| | «Локомотив», Чита Зрителей: 3 200 Судья: Роман Галимов (Улан-Удэ) |
| Составы: · Чита: Синицын, Саранчин, Бодялов, Селецкий (Векварт, 83'), Подпругин, Бастов, Ванев, Гаврюш (Смышляев, 67'), Куклин (Симоненко, 55'), Гармашов (к), Кочкаев (Гаранников, 66'). · Сахалин: Суворов, Серебряков, Чернецов, Шмойлов (Антипов, 74'; Беляй, 78'), Фамильцев, Хинчагов, Антипов, Тютюнников, Губайдуллин (Середа, 50'), Селистровский (Родин, 56'), Бондаренко. · Бастов (40') — Губайдуллин (37'), Чернецов (88'), Хинчагов (90'). | |                                                                   |
| Чита (Чита) | 1:1 (0:0) Протокол Отчёт                                                                                               | Сахалин (Южно-Сахалинск)                                          |
| Смышляев 82′ | Голы | Бондаренко 90′                                                    |

22-й тур
| 18 августа 2010 21:30 (CHT) | \| Динамо (Барнаул) \| 1:3 (0:1) Протокол Отчёт \| Чита (Чита) \| \| Ерусланов 90′ \| Голы \| Гармашов 31′ · Кочкаев 85′ (пен.), 89′ \| | «Динамо», Барнаул Зрителей: 3 000 Судья: Евгений Козлов (Новосибирск) |
| Составы: · Динамо: Мухин, Казиханов, Сергеев, Жиров, Силютин, Зеленов (Скороходов, 46'), Марков, Гончаров (Малютин, 54'), Нарылков, Ерусланов, Жилкин. · Чита: Синицын, Подпругин, Саранчин, Бодялов, Ванёв, Селецкий, Симоненко (Беличенко, 88'), Гаврюш, Куклин (Навродский, 89'), Гармашов (к) (Смышляев, 64'), Кочкаев (Векварт, 90'+). · Зеленов (41'), Сергеев (50'), Казиханов (84') — Бодялов (30'), Кочкаев (75'). | |                                                                       |
| Динамо (Барнаул) | 1:3 (0:1) Протокол Отчёт | Чита (Чита)                                                           |
| Ерусланов 90′ | Голы | Гармашов 31′ · Кочкаев 85′ (пен.), 89′                                |

24-й тур
| 5 сентября 2010 18:00 (CHT) | \| Чита (Чита) \| 3:2 (2:1) Протокол Отчёт \| Металлург-Кузбасс (Новокузнецк) \| \| Гаврюш 31′, 37′ · Щербаков 66′ \| Голы \| Егунов 25′ · Пантелеев 89′ \| | «Локомотив», Чита Зрителей: 3 800 Судья: Олег Тринус (Иркутск) |
| Составы: · Чита: Синицын (Рахматуллин, 87'), Саранчин, Бодялов, Селецкий, Подпругин, Бастов, Ванёв, Гаврюш (Кочкаев, 74'), Куклин (Симоненко, 46'), Гармашов (к) (Гаранников, 85'), Смышляев (Щербаков, 56'). · Металлург-Кузбасс: Белоусов, Пантелеев, Грушин (Шабалин, 51'),Ткачук, Ухарев (Булановский, 46'), Землянский, Клименко (Агеев, 63'), Нурмагомбетов (Урывков, 56'), Погребан, Горелов, Егунов (Зарубин, 67'). · нет — Горелов (36'). · Горелов (41') («Металлург-Кузбасс»). | |                                                                |
| Чита (Чита) | 3:2 (2:1) Протокол Отчёт | Металлург-Кузбасс (Новокузнецк)                                |
| Гаврюш 31′, 37′ · Щербаков 66′ | Голы | Егунов 25′ · Пантелеев 89′                                     |

25-й тур
| 12 сентября 2010 18:00 (CHT) | \| Чита (Чита) \| 2:0 (1:0) Протокол Отчёт \| Океан (Находка) \| \| Гармашов 39′ · Селецкий 79′ \| Голы \| \| | «Локомотив», Чита Зрителей: 3 200 Судья: Александр Ковальков (Омск) |
| Составы: · Чита: Синицын, Смышляев, Бодялов, Селецкий, Подпругин, Бастов, Ванёв, Гаврюш (Гаранников, 66') Симоненко (Куклин, 76'), Гармашов (к) (Векварт, 79'), Щербаков (Навродский, 88'). · Океан: Вальковский, Алтунин, Насадюк, Лебедев, Неткачев, Чекунов, Галюкшев Марков, Шаров (Меркулов, 82'), Адамов (Гусев, 65'), Звагольский (Маслов, 71'). · Смышляев (34') — Марков (76'). | |                                                                     |
| Чита (Чита) | 2:0 (1:0) Протокол Отчёт                                                                                      | Океан (Находка)                                                     |
| Гармашов 39′ · Селецкий 79′ | Голы |                                                                     |

26-й тур
| 15 сентября 2010 18:00 (CHT) | \| Чита (Чита) \| 1:1 (1:1) Протокол Отчёт \| Мостовик-Приморье (Уссурийск) \| \| Гаврюш 23′ \| Голы \| Шмонин 17′ \| | «Локомотив», Чита Зрителей: 3 200 Судья: Юрий Ермолов (Омск) |
| Составы: · Чита: Синицын, Смышляев, Бодялов, Селецкий, Подпругин, Бастов (Симоненко, 62'), Ванёв, Гаврюш, Куклин (Векварт, 58'; Гаранников, 87'), Гармашов (к) (Навродский, 78'), Щербаков. · Мостовик-Приморье: Музыка, Круг, Изотов, Цимбал, Кулемин, Самойлов (Бирюков, 83'), Шахназаров, Чернокозов, Лазарев, Шмонин (Данильченко, 70'), Винтов (Дацик, 87'). · Щербаков (24') — Круг (25'), Кулемин (48'), Винтов (52'), Шахназаров (69'). · Кулемин (81') («Мостовик-Приморье»). | |                                                              |
| Чита (Чита) | 1:1 (1:1) Протокол Отчёт                                                                                              | Мостовик-Приморье (Уссурийск)                                |
| Гаврюш 23′ | Голы | Шмонин 17′                                                   |

27-й тур
| 22 сентября 2010 21:30 (CHT) | \| Кузбасс (Кемерово) \| 0:1 (0:0) Протокол Отчёт \| Чита (Чита) \| \| \| Голы \| Навродский 88′ \| | «Шахтёр», Кемерово Зрителей: 1 000 Судья: Евгений Козлов (Новосибирск) |
| Составы: · Кузбасс: Чеклецов, Мотовилов, Сорочкин, Воронов (Ускоев, 81'), Данилин, Нечаев, Припоров, Клюкин, Вавилетко (Иванов, 78'), Волгин, Мансуров (Демченко, 64'). · Чита: Синицын, Куц, Ванёв, Бодялов, Смышляев, Симоненко, Щербаков, Бастов, Селецкий (Куклин, 75'), Гармашов (к) (Навродский, 72'), Гаврюш (Гаранников, 90'). · Припоров (13'), Волгин (79') — Бодялов (41'). | |                                                                        |
| Кузбасс (Кемерово) | 0:1 (0:0) Протокол Отчёт                                                                            | Чита (Чита)                                                            |
| | Голы                                                                                                | Навродский 88′                                                         |

28-й тур
| 25 сентября 2010 20:00 (CHT) | \| Динамо (Барнаул) \| 2:0 (1:0) Протокол Отчёт \| Чита (Чита) \| \| Суршков 16′ · Завьялов 65′ \| Голы \| \| | «Динамо», Барнаул Зрителей: 3 000 Судья: Анатолий Шароватов (Омск) |
| Составы: · Динамо: Мухин, Жиров, Казиханов, Ковалев, Марков, Гончаров, Дмитренко (Горбунов, 74'), Зеленов (Силютин, 78'), Нарылков (Набиев, 90'), Скороходов (Завьялов, 46'), Суршков. · Чита: Синицын, Бодялов, Куц, Бастов (Селецкий, 60'), Ванёв, Гаврюш, Гармашов (к) (Навродский, 71'), Куклин, Симоненко (Гаранников, 71'), Смышляев (Саранчин, 46'), Щербаков. · Ковалев (28') — Куц (85'). | |                                                                    |
| Динамо (Барнаул) | 2:0 (1:0) Протокол Отчёт                                                                                      | Чита (Чита)                                                        |
| Суршков 16′ · Завьялов 65′ | Голы |                                                                    |

29-й тур
| 3 октября 2010 15:00 (CHT) | \| Чита (Чита) \| 1:0 (0:0) Протокол Отчёт \| Сибиряк (Братск) \| \| Гармашов 78′ \| Голы \| \| | «Локомотив», Чита Зрителей: 3 200 Судья: Роман Галимов (Улан-Удэ) |
| Составы: · Чита: Синицын, Бодялов, Ванёв, Подпругин, Саранчин, Бастов (Беличенко, 90'+), Щербаков, Симоненко (Куклин, 60'), Селецкий (Смышляев, 62'), Гаврюш (Навродский, 75'), Гармашов (к) (Гаранников, 81'). · Сибиряк: Бакаев, Русинов, Кубин, Чепчугов, Алексеев, Ульянов (Бочаров, 83'), Турутин, Галин, Шаповалов (Ермоленко, 23'), Кириллов (Тряпицин, 73'), Каштанов (Малышев, 77'). · Щербаков (20') — Шаповалов (38'), Чепчугов (50'). |                                                                                                 |                                                                   |
| Чита (Чита) | 1:0 (0:0) Протокол Отчёт                                                                        | Сибиряк (Братск)                                                  |
| Гармашов 78′ | Голы                                                                                            |                                                                   |

30-й тур
| 6 октября 2010 17:30 (CHT) | \| Чита (Чита) \| 0:2 (0:1) Протокол Отчёт \| Металлург-Енисей (Красноярск) \| \| \| Голы \| Киракосян 26′ · Базанов 90′ \| | «Локомотив», Чита Зрителей: 3 200 Судья: Алексей Матюнин (Москва) |
| Составы: · Чита: Синицын, Бодялов (к), Ванёв, Подпругин, Саранчин (Куц, 55'), Бастов, Щербаков (Навродский, 58'), Симоненко, Куклин, Гаврюш, Гаранников (Селецкий, 66'). · Металлург-Енисей: Тищенко, Игошин, Качан, Пятикопов, Киракосян (Рожков, 82'), Мартынов (Гончаров, 75'), Ситдиков, Базанов (Майборода, 90'+), Лужков (Чадов, 66'), Пьянченко, Васильев (Шарин, 68'). · Ванёв (74'), Куклин (78'), Гаврюш (90'+) — Васильев (63'), Шарин (83'), Тищенко (84'). | |                                                                   |
| Чита (Чита) | 0:2 (0:1) Протокол Отчёт | Металлург-Енисей (Красноярск)                                     |
| | Голы | Киракосян 26′ · Базанов 90′                                       |

31-й тур
| 13 октября 2010 15:30 (CHT) | \| Смена (Комсомольск-на-Амуре) \| 1:1 (1:0) Протокол Отчёт \| Чита (Чита) \| \| Гефель 39′ \| Голы \| Гаранников 58′ (пен.) \| | «Авангард», Комсомольск-на-Амуре Зрителей: 2 500 Судья: Олег Тринус (Иркутск) |
| Составы: · Смена: Есипенко, Пузан, Таказов, Малахов, Федотов, Сапежников, Лодис, Горбатюк, Гамаонов, Гефель (Комогоров, 65'), Левин (Конев, 77'). · Чита: Синицын, Ванёв, Подпругин, Бодялов (к), Куц, Селецкий (Смышляев, 65'), Бастов, Симоненко, Куклин, Гаранников (Щербаков, 75'), Навродский (Саранчин, 90'). · Гефель (26'), Федотов (60') — нет. | |                                                                               |
| Смена (Комсомольск-на-Амуре) | 1:1 (1:0) Протокол Отчёт | Чита (Чита)                                                                   |
| Гефель 39′ | Голы | Гаранников 58′ (пен.)                                                         |

32-й тур
| 16 октября 2010 15:00 (CHT) | \| Сахалин (Южно-Сахалинск) \| 0:1 (0:0) Протокол Отчёт \| Чита (Чита) \| \| \| Голы \| Куклин 84′ \| | «Спартак», Южно-Сахалинск Зрителей: 1 500 Судья: Антон Анопа (Благовещенск) |
| Составы: · Сахалин: Хорошилов, Давлятчин, Серебряков, Родин (Чернецов, 72'), Середа, Шмойлов, Тютюников, Огарков, Губайдуллин, Алборов (Клюев, 56'; Пушкарев, 87'), Селистровский. · Чита: Синицын, Ванёв, Подпругин, Бодялов (к), Куц, Бастов (Щербаков, 27'), Симоненко, Смышляев (Селецкий, 58'), Куклин (Саранчин, 90+3'), Навородский, Гаврюш (Гаранников, 77'). · Хорошилов (1'), Серебряков (77'), Селистровский (90'+) — Бастов (10'), Симоненко (52'). | |                                                                             |
| Сахалин (Южно-Сахалинск) | 0:1 (0:0) Протокол Отчёт                                                                              | Чита (Чита)                                                                 |
| | Голы                                                                                                  | Куклин 84′                                                                  |

33-й тур
| 23 октября 2010 17:00 (CHT) | \| Радиан-Байкал (Иркутск) \| 1:1 (0:0) Протокол Отчёт \| Чита (Чита) \| \| Учуров 57′ \| Голы \| Навродский 70′ \| | «Локомотив», Иркутск Зрителей: 2 000 Судья: Дмитрий Попов (Москва) |
| Составы: · Радиан-Байкал: Семенов, Алахвердов, Ревазов, Полосин, Агрофенин, Учуров, Пырченков (Ющук, 71'), Штынь, Толмачев (Пляскин, 71'), Наханович (Кокорев, 55'), Некрасов (Заморока, 75'). · Чита: Рахматуллин, Саранчин, Подпругин, Бодялов (к), Ванёв, Симоненко, Щербаков, Селецкий, Смышляев (Куц, 62'), Гаранников, Гаврюш (Навродский, 64'). · нет — нет. | |                                                                    |
| Радиан-Байкал (Иркутск) | 1:1 (0:0) Протокол Отчёт                                                                                            | Чита (Чита)                                                        |
| Учуров 57′ | Голы | Навродский 70′                                                     |

### Итоговая таблица
| М  | Команда                         | И  | В  | Н  | П  | Мячи    | ±   | О  | Примечания              |
| -- | ------------------------------- | -- | -- | -- | -- | ------- | --- | -- | ----------------------- |
| 1  | Металлург-Енисей (Красноярск)   | 30 | 18 | 7  | 5  | 50 − 24 | +26 | 61 | Выход в Первый дивизион |
| 2  | Радиан-Байкал (Иркутск)         | 30 | 17 | 5  | 8  | 56 − 43 | +13 | 56 |                         |
| 3  | Чита                            | 30 | 15 | 8  | 7  | 43 − 27 | +16 | 53 | Бронзовый призёр        |
| 4  | Динамо (Барнаул)                | 30 | 14 | 6  | 10 | 48 − 42 | +6  | 48 |                         |
| 5  | Сахалин (Южно-Сахалинск)        | 30 | 12 | 11 | 7  | 38 − 29 | +9  | 47 |                         |
| 6  | Металлург-Кузбасс (Новокузнецк) | 30 | 11 | 14 | 5  | 49 − 29 | +20 | 47 |                         |
| 7  | Смена (Комсомольск-на-Амуре)    | 30 | 12 | 10 | 8  | 41 − 27 | +14 | 46 |                         |
| 8  | Кузбасс (Кемерово)              | 30 | 8  | 5  | 17 | 27 − 45 | −18 | 29 |                         |
| 9  | Мостовик-Приморье (Уссурийск)   | 30 | 6  | 8  | 16 | 29 − 54 | −25 | 26 |                         |
| 10 | Сибиряк (Братск)                | 30 | 6  | 6  | 18 | 27 − 50 | −23 | 24 |                         |
| 11 | Океан (Находка)                 | 30 | 2  | 8  | 20 | 18 − 58 | −40 | 14 | Выбывание в ЛФЛ         |

И — игры, В — выигрыши, Н — ничьи, П — проигрыши, Мячи — забитые и пропущенные голы, ± — разница голов, О — очки

### Список бомбардиров ФК «Чита»
В данном разделе приведён список всех футболистов ФК «Чита», забивавших голы в первенстве второго дивизиона России в зоне «Восток» в сезоне 2010. Список приведён по состоянию на 23 октября 2010 года:
9 мячей
| - Георгий Гармашов (1) | - Кирилл Кочкаев (3) |  |

6 мячей
| - Роман Гаврюш |

4 мяча
| - Андрей Смышляев |

3 мяча
| - Алексей Подпругин | - Виктор Навродский |  |

2 мяча
| - Роман Куклин | - Александр Симоненко | - Виталий Селецкий |

1 мяч
| - Виталий Беличенко | - Евгений Щербаков | - Павел Гаранников (1) |

В скобках указано число голов, забитых с пенальти.

## Кубок России по футболу
Согласно составленному расписанию, футбольный клуб «Чита» начал своё участие в кубке России сезона 2010/2011 со стадии 1/256 финала. 3 мая 2010 года читинскому клубу предстояла гостевая встреча с новичком второго дивизиона — иркутским клубом «Радиан-Байкал». При довольно равной игре, несмотря на удаление на 50-й минуте матча защитника читинцев Артёма Дробышева, «Чита» уступила своё право на участие в следующей стадии кубка «Радиан-Байкалу» за счёт двух голов иркутян в последние четыре минуты матча и отсутствию реализации своих многочисленных моментов.
1/256 финала
| 3 мая 2010 19:00 (CHT) | \| Радиан-Байкал (Иркутск) \| 2:0 (0:0) Протокол Отчёт \| Чита (Чита) \| \| Алахвердов 86′ · Учуров 88′ \| Голы \| \| | «Локомотив», Иркутск Зрителей: 3 000 Судья: Евгений Козлов (Новосибирск) |
| Составы: · Радиан-Байкал: Баркалов, Лесков, Алахвердов, Ревазов (Ющук, 70'), Полосин (Вахрушев, 90'), Штынь, Учуров, Пырченков (Пытлев, 74'), Боровский (Толмачев, 46'), Заморока (Пономарев, 78'), Некрасов. · Чита: Рахматуллин, Подпругин, Беличенко, Дробышев, Коваленко, Бастов (Ванёв, 80'), Гармашов (к) (Смышляев, 46'), Селецкий (Симоненко, 60'), Гаранников (Смышляев, 46'), Куклин (Саранчин, 58'), Кочкаев (Навродский, 67'). · Учуров (82') — нет. · Дробышев (50') («Чита»). | |                                                                          |
| www.radian-baikal.ru // Видеозапись матча на www.radian-baikal.ru | |                                                                          |
| Радиан-Байкал (Иркутск) | 2:0 (0:0) Протокол Отчёт                                                                                              | Чита (Чита)                                                              |
| Алахвердов 86′ · Учуров 88′ | Голы |                                                                          |

## Статистика игроков

### Чемпионат России
В статистике учтены матчи, сыгранные в первенстве страны. Количество минут указано без учёта добавленного времени.
| №  | Имя                     | Поз | И  | Мин  | Г(П)    | ЖК | КК | Примечания |
| -- | ----------------------- | --- | -- | ---- | ------- | -- | -- | ---------- |
| 1  | Андрей Синицын          | Вр  | 29 | 2606 | -25 (1) | 0  | 0  |            |
| 83 | Тимур Рахматуллин       | Вр  | 2  | 94   | -2 (0)  | 0  | 0  |            |
|    | Иван Смолкин            | Вр  | 0  | 0    | 0       | 0  | 0  |            |
| 25 | Виталий Беличенко       | Защ | 20 | 1135 | 1       | 1  | 0  |            |
| 32 | Александр Бодялов (в-к) | Защ | 26 | 2328 | 0       | 3  | 0  |            |
| 30 | Артём Дробышев          | Защ | 14 | 1260 | 0       | 2  | 0  |            |
| 22 | Сергей Коваленко        | Защ | 6  | 314  | 0       | 0  | 0  |            |
| 18 | Игорь Куц               | Защ | 6  | 425  | 0       | 1  | 0  |            |
| 4  | Алексей Подпругин       | Защ | 28 | 2364 | 3       | 3  | 0  |            |
| 14 | Максим Саранчин         | Защ | 14 | 727  | 0       | 0  | 0  |            |
| 75 | Евгений Бастов          | ПЗ  | 27 | 1885 | 0       | 9  | 0  |            |
| 7  | Михаил Ванёв            | ПЗ  | 30 | 2671 | 0       | 1  | 0  |            |
| 9  | Роман Гаврюш            | ПЗ  | 29 | 2273 | 6       | 4  | 0  |            |
| 12 | Георгий Гармашов (к)    | ПЗ  | 24 | 1756 | 9 (1)   | 0  | 0  |            |
| 20 | Роман Куклин            | ПЗ  | 19 | 1279 | 2       | 2  | 0  |            |
| 28 | Виктор Навродский       | ПЗ  | 19 | 408  | 3       | 0  | 0  |            |
| 21 | Виталий Селецкий        | ПЗ  | 27 | 1398 | 2       | 2  | 0  |            |
| 77 | Александр Симоненко     | ПЗ  | 30 | 2326 | 2       | 3  | 0  |            |
| 6  | Андрей Смышляев         | ПЗ  | 27 | 1158 | 4       | 2  | 0  |            |
| 23 | Денис Шеломенцев        | ПЗ  | 0  | 0    | 0       | 0  | 0  |            |
| 8  | Евгений Щербаков        | ПЗ  | 10 | 707  | 1       | 2  | 0  |            |
| 87 | Евгений Векварт         | Нап | 15 | 189  | 0       | 1  | 0  |            |
| 11 | Павел Гаранников        | Нап | 25 | 759  | 1 (1)   | 0  | 0  |            |
| 10 | Кирилл Кочкаев          | Нап | 20 | 1638 | 9 (3)   | 5  | 0  |            |

Последнее обновление: 14 августа 2011 
 Источник: Клуб «Чита». Второй дивизион России 2010. Зона «Восток»

### Кубок России
В статистике учтены матчи, сыгранные в кубке страны. Количество минут указано без учёта добавленного времени.
| №  | Имя                     | Поз | И | Мин | Г(П)   | ЖК | КК | Примечания |
| -- | ----------------------- | --- | - | --- | ------ | -- | -- | ---------- |
| 1  | Андрей Синицын          | Вр  | 0 | 0   | 0      | 0  | 0  |            |
| 83 | Тимур Рахматуллин       | Вр  | 1 | 90  | -2 (0) | 0  | 0  |            |
|    | Иван Смолкин            | Вр  | 0 | 0   | 0      | 0  | 0  |            |
| 25 | Виталий Беличенко       | Защ | 1 | 90  | 0      | 0  | 0  |            |
| 32 | Александр Бодялов (в-к) | Защ | 0 | 0   | 0      | 0  | 0  |            |
| 30 | Артём Дробышев          | Защ | 1 | 50  | 0      | 0  | 1  |            |
| 22 | Сергей Коваленко        | Защ | 1 | 90  | 0      | 0  | 0  |            |
| 4  | Алексей Подпругин       | Защ | 1 | 90  | 0      | 0  | 0  |            |
| 14 | Максим Саранчин         | Защ | 1 | 32  | 0      | 0  | 0  |            |
| 75 | Евгений Бастов          | ПЗ  | 1 | 80  | 0      | 0  | 0  |            |
| 7  | Михаил Ванёв            | ПЗ  | 1 | 10  | 0      | 0  | 0  |            |
| 9  | Роман Гаврюш            | ПЗ  | 0 | 0   | 0      | 0  | 0  |            |
| 12 | Георгий Гармашов (к)    | ПЗ  | 1 | 45  | 0      | 0  | 0  |            |
| 20 | Роман Куклин            | ПЗ  | 1 | 58  | 0      | 0  | 0  |            |
| 28 | Виктор Навродский       | ПЗ  | 1 | 23  | 0      | 0  | 0  |            |
| 21 | Виталий Селецкий        | ПЗ  | 1 | 60  | 0      | 0  | 0  |            |
| 77 | Александр Симоненко     | ПЗ  | 1 | 30  | 0      | 0  | 0  |            |
| 6  | Андрей Смышляев         | ПЗ  | 1 | 45  | 0      | 0  | 0  |            |
| 23 | Денис Шеломенцев        | ПЗ  | 0 | 0   | 0      | 0  | 0  |            |
| 87 | Евгений Векварт         | Нап | 0 | 0   | 0      | 0  | 0  |            |
| 11 | Павел Гаранников        | Нап | 1 | 45  | 0      | 0  | 0  |            |
| 10 | Кирилл Кочкаев          | Нап | 1 | 67  | 0      | 0  | 0  |            |

Последнее обновление: 12 августа 2011 
 Источник: Клуб «Чита». Кубок России 2010/11